# Castillo de Ludiente
El castillo de Ludiente, en la comarca de Alto Mijares, está constituido por los restos de un castillo de la época islámica medieval, catalogado, de manera genérica, como Bien de Interés Cultural, del que actualmente no queda prácticamente nada.

## Historia
La zona de Ludiente ha tenido asentamientos poblados desde la Edad del Bronce, la época íbera e incluso existen restos de una villa romana en su término. Pese a todo ello no se sabe ciertamente cuándo tuvo su origen el pueblo de Ludiente, ya que no hay unanimidad entre autores, habiendo opiniones diversas, desde el grupo que considera que su origen está en la época íbera, y los que consideran que su origen es de la época árabe.
En un primer momento perteneció al antiguo obispado de Denia, adscribiéndose en él con el nombre de “Intam”.
Toda la zona en la que Ludiente se encuentra estuvo inmersa en los conflictos con la población hispano-musulmana que encabezaba el rey almohade Zayd Abu Zayd, que fijó su última residencia en Argelita, dejando el castillo del Bou Negre, situado entre los actuales términos de Argelita y Ludiente. Este rey se cristianizó e incluso ayudó al rey Jaime I de Aragón en la conquista de Valencia.
Es probable que Ludiente fuera habitada por pobladores de los anteriores núcleos. De hecho, se considera que el asentamiento islámico, que poseía la estructura propia de cualquier ciudad islámica, debió desarrollarse alrededor del castillo de época árabe, que se localizaba en la parte alta de la Muela datado de los siglos X al XII, que acabó conociéndose como castillo de Ludiente.